# Košecké Podhradie
Košecké Podhradie (allemand : Podrag, hongrois : Kaszaváralja) est un village de Slovaquie situé dans la région de Trenčín.

## Histoire
La première mention écrite du village date de 1312.

## Démographie

### Évolution de la population
| Année:               | 1994. | 2004.   | 2014.   | 2024.   |
| -------------------- | ----- | ------- | ------- | ------- |
| Nombre de personnes: | 1076  | 1071    | 1050    | 1053    |
| Différence:          |       | -0,46 % | -1,96 % | +0,28 % |

| Année:               | 2023. | 2024.   |
| -------------------- | ----- | ------- |
| Nombre de personnes: | 1059  | 1053    |
| Différence:          |       | -0,56 % |